# Isten, Család, Sör
Az Isten, Család, Sör című album Ganxsta Zolee és a Kartel 2007-ben megjelent albuma a Hunnia kiadó jóvoltából. Az albumot a csapat a Fényes Ösvény nevű zenekarral készítette. 

## Megjelenések
CD  Magyarország Hunnia Records HRCD 702
1. Intro
2. Isten, Család, Sör
3. Kartel Anthem 21. - Dublin 1
4. Jégkorong Roll
5. Kartel Anthem 22. - Dublin 2
6. Puszta Kézzel
7. Kartel Anthem 23. - Dublin 3
8. Bráner Meister
9. Kartel Anthem 24. - Brighton 1
10. Home Leszek
11. Outro